# Discografia di Kendrick Lamar
La discografia di Kendrick Lamar, rapper statunitense è composta da sei album in studio, una raccolta, un extended play, 5 mixtape 1 colonna sonora, 44 singoli e 55 video musicali.

## Album

### Album in studio
| Anno                                                                                          | Titolo e dettagli | Classifiche | Classifiche | Classifiche | Classifiche | Classifiche | Classifiche | Classifiche | Classifiche | Classifiche | Classifiche | Classifiche | Certificazioni |
| Anno                                                                                          | Titolo e dettagli | USA         | AUS         | BEL (FIA)   | CAN         | DAN         | FRA         | ITA         | IRE         | NLD         | NZL         | UK          | Certificazioni |
| --------------------------------------------------------------------------------------------- | --- | ----------- | ----------- | ----------- | ----------- | ----------- | ----------- | ----------- | ----------- | ----------- | ----------- | ----------- | --- |
| 2011                                                                                          | Section.80 - Pubblicato: 2 luglio 2011 - Etichetta: Top Dawg Entertainment - Formato: CD, download digitale                                         | 113         | —           | —           | —           | —           | —           | —           | —           | —           | —           | —           | - USA: Oro - UK: Argento |
| 2012                                                                                          | Good Kid, M.A.A.D City - Pubblicato: 22 ottobre 2012 - Etichetta: Top Dawg, Aftermath, Interscope - Formato: CD, download digitale                  | 2           | 23          | 46          | 2           | 20          | 57          | —           | 26          | 45          | 7           | 16          | - USA: Platino (3) - AUS: Platino (2) - CAN: Oro - DAN: Platino - NZL: Platino - UK: Platino                                              |
| 2015                                                                                          | To Pimp a Butterfly - Pubblicato: 16 marzo 2015 - Etichetta: Top Dawg, Aftermath, Interscope - Formato: CD, download digitale                       | 1           | 1           | 4           | 1           | 3           | 17          | 32          | 6           | 9           | 1           | 1           | - USA: Platino - AUS: Oro - CAN: Platino (2) - DAN: Platino - UK: Oro                                                                     |
| 2017                                                                                          | Damn. - Pubblicato: 14 aprile 2017 - Etichetta: Top Dawg, Aftermath, Interscope - Formato: CD, download digitale                                    | 1           | 2           | 2           | 1           | 2           | 3           | 15          | 2           | 2           | 2           | 2           | - USA: Platino (3) - AUS: Oro - CAN: Platino (4) - DAN: Platino (2) - FRA: Platino - ITA: Oro - NDL: Oro - NZL: Platino (2) - UK: Platino |
| 2022                                                                                          | Mr. Morale & the Big Steppers - Pubblicazione: 13 maggio 2022 - Etichetta: PGLang, Top Dawg, Aftermath, Interscope - Formato: CD, download digitale | 1           | 1           | 1           | 1           | 1           | 3           | 6           | 1           | 1           | 1           | 2           | - AUS: Oro - DAN: Platino - FRA: Oro - ITA: Oro - NZL: Platino - UK: Oro                                                                  |
| 2024                                                                                          | GNX - Pubblicazione: 22 novembre 2024 - Etichetta: PGLang, Interscope - Formato: Download digitale, streaming                                       | 1           | 1           | 3           | 1           | —           | 11          | 11          | 1           | 1           | 1           | 1           | |
| "—" significa che l'album non è entrato in classifica o non è stato pubblicato in quel paese. | |             |             |             |             |             |             |             |             |             |             |             | |

### Raccolte
| Anno | Titolo e dettagli | Classifiche | Classifiche | Classifiche | Classifiche | Classifiche | Classifiche | Classifiche | Classifiche | Classifiche |
| Anno | Titolo e dettagli | USA         | AUS         | BEL (FIA)   | CAN         | DAN         | FRA         | IRE         | NZL         | UK          |
| ---- | --- | ----------- | ----------- | ----------- | ----------- | ----------- | ----------- | ----------- | ----------- | ----------- |
| 2016 | untitled unmastered. - Pubblicato: 4 marzo 2016 - Etichetta: Top Dawg, Aftermath, Interscope - Formato: CD, LP, download digitale | 1           | 3           | 11          | 1           | 13          | 55          | 9           | 5           | 3           |

### Colonne sonore
| Anno | Titolo e dettagli | Classifiche | Classifiche | Classifiche | Classifiche | Classifiche | Classifiche | Classifiche | Classifiche | Certificazioni                                                     |
| Anno | Titolo e dettagli | USA         | AUS         | BEL (FIA)   | CAN         | DAN         | FRA         | NZL         | SWE         | Certificazioni                                                     |
| ---- | --- | ----------- | ----------- | ----------- | ----------- | ----------- | ----------- | ----------- | ----------- | ------------------------------------------------------------------ |
| 2018 | Black Panther: The Album (con AA.VV.) - Pubblicato: 9 febbraio 2018 - Etichetta: Top Dawg, Aftermath, Interscope - Formato: CD, LP, download digitale | 1           | 2           | 8           | 1           | 1           | 93          | 2           | 1           | - USA: Platino - AUS: Oro - DAN: Platino - FRA: Oro - NZL: Platino |

### Mixtape
| Anno | Titolo e dettagli |
| ---- | --- |
| 2004 | Y.H.N.I.C. (Hub City Threat: Minor of the Year) (come K. Dot) - Pubblicato: 2004 (USA) - Etichetta: Konkrete Jungle Muzik - Formato: CD |
| 2005 | Training Day (come K. Dot) - Pubblicato: 30 dicembre 2005 (USA) - Etichetta: Top Dawg Entertainment - Formato: CD                       |
| 2007 | No Sleep 'Til NYC (come K. Dot, con Jay Rock) - Pubblicato: 24 dicembre 2007 (USA) - Etichetta: Top Dawg Entertainment - Formato: CD    |
| 2009 | C4 (come K. Dot) - Pubblicato: 30 gennaio 2009 (USA) - Etichetta: Top Dawg Entertainment - Formato: CD                                  |
| 2010 | Overly Dedicated - Pubblicato: 14 settembre 2010 (USA) - Etichetta: Top Dawg Entertainment - Formato: CD, download digitale             |

## Extended play
| Anno | Titolo e dettagli                                                                                      |
| ---- | --- |
| 2009 | Kendrick Lamar - Pubblicato: 31 dicembre 2009 (USA) - Etichetta: Top Dawg - Formato: download digitale |

## Singoli

### Come artista principale
| Anno                                                                                          | Titolo                                               | Classifiche | Classifiche | Classifiche | Classifiche | Classifiche | Classifiche | Classifiche | Classifiche | Certificazioni | Album                                 |
| Anno                                                                                          | Titolo                                               | USA         | AUS         | BEL (FIA)   | CAN         | FRA         | NZL         | SWE         | UK          | Certificazioni | Album                                 |
| --------------------------------------------------------------------------------------------- | ---------------------------------------------------- | ----------- | ----------- | ----------- | ----------- | ----------- | ----------- | ----------- | ----------- | --- | ------------------------------------- |
| 2011                                                                                          | HiiiPower                                            | —           | —           | —           | —           | —           | —           | —           | —           | | Section.80                            |
| 2011                                                                                          | My People (feat. Jay Rock)                           | —           | —           | —           | —           | —           | —           | —           | —           | | Bastards of the Party                 |
| 2012                                                                                          | The Recipe (feat. Dr. Dre)                           | 103         | —           | —           | —           | —           | —           | —           | —           | - USA: Platino - CAN: Platino | Good Kid, M.A.A.D City                |
| 2012                                                                                          | Swimming Pools (Drank)                               | 17          | 67          | —           | 99          | 59          | —           | —           | 57          | - USA: Platino (4) - UK: Platino | Good Kid, M.A.A.D City                |
| 2013                                                                                          | Backseat Freestyle                                   | 106         | —           | —           | —           | —           | —           | —           | 79          | - USA: Platino - UK: Argento | Good Kid, M.A.A.D City                |
| 2013                                                                                          | Poetic Justice (feat. Drake)                         | 26          | —           | —           | —           | —           | —           | —           | —           | - USA: Platino (2) - UK: Argento | Good Kid, M.A.A.D City                |
| 2013                                                                                          | Bitch, Don't Kill My Vibe (solo o remix feat. Jay-Z) | 32          | —           | —           | —           | —           | —           | —           | 178         | - USA: Platino (4) - CAN: Platino (3) - UK: Oro                                                                                         | Good Kid, M.A.A.D City                |
| 2014                                                                                          | I                                                    | 39          | 48          | —           | 61          | 68          | 31          | —           | 20          | - USA: Platino - CAN: Platino - UK: Argento                                                                                             | To Pimp a Butterfly                   |
| 2015                                                                                          | The Blacker the Berry                                | 66          | —           | —           | —           | —           | —           | —           | 83          | - USA: Oro - CAN: Oro | To Pimp a Butterfly                   |
| 2015                                                                                          | King Kunta                                           | 58          | 32          | 15          | 52          | 80          | 24          | 90          | 56          | - USA: Platino - AUS: Platino - BEL: Oro - CAN: Platino (4) - UK: Oro                                                                   | To Pimp a Butterfly                   |
| 2015                                                                                          | Alright                                              | 81          | —           | —           | —           | —           | —           | —           | 109         | - USA: Platino - CAN: Platino (2) - UK: Argento                                                                                         | To Pimp a Butterfly                   |
| 2015                                                                                          | These Walls                                          | 94          | —           | —           | —           | —           | —           | —           | 77          | - CAN: Oro | To Pimp a Butterfly                   |
| 2016                                                                                          | Levitate                                             | 90          | —           | —           | —           | 197         | —           | —           | 93          | | Untitled Unmastered                   |
| 2017                                                                                          | Humble                                               | 1           | 2           | 15          | 2           | 11          | 1           | 10          | 6           | - USA: Platino (7) - AUS: Platino (8) - BEL: Platino - CAN: Diamante - FRA: Platino - NZL: Platino (3) - SWE: Platino - UK: Platino (2) | Damn                                  |
| 2017                                                                                          | Loyalty (feat. Rihanna)                              | 14          | 20          | —           | 12          | 43          | 15          | 34          | 27          | - USA: Platino (2) - CAN: Platino (3) - UK: Argento                                                                                     | Damn                                  |
| 2017                                                                                          | Love (feat. Zacari)                                  | 11          | 29          | —           | 22          | 88          | 24          | 58          | 39          | - USA: Platino (4) - CAN: Platino (5) - UK: Platino                                                                                     | Damn                                  |
| 2018                                                                                          | All the Stars (con SZA)                              | 7           | 2           | 21          | 7           | 21          | 2           | 9           | 5           | - USA: Platino (2) - AUS: Platino (5) - BEL: Oro - CAN: Platino (5) - NZL: Platino - SWE: Platino - UK: Platino                         | Black Panther: The Album              |
| 2018                                                                                          | King's Dead (con Jay Rock, Future e James Blake)     | 21          | 58          | —           | 23          | 172         | —           | —           | 50          | - USA: Platino (3) - CAN: Platino (2) - UK: Argento                                                                                     | Black Panther: The Album e Redemption |
| 2018                                                                                          | Don't Don't Do It (con N.E.R.D)                      | —           | —           | —           | —           | —           | —           | —           | —           | | No One Ever Really Dies               |
| 2018                                                                                          | Pray for Me (con The Weeknd)                         | 7           | 9           | 22          | 5           | 14          | 12          | 4           | 11          | - USA: Platino (2) - AUS: Platino - CAN: Platino (3) - FRA: Oro - NZL: Oro - UK: Oro                                                    | Black Panther: The Album              |
| 2021                                                                                          | Family Ties (con Baby Keem)                          | 18          | 44          | —           | 19          | —           | 29          | —           | 52          | - USA: Platino (4) | The Melodic Blue                      |
| 2022                                                                                          | N95                                                  | 3           | 3           | —           | 2           | 24          | 2           | 22          | 6           | - AUS: Platino - UK: Argento | Mr. Morale & the Big Steppers         |
| 2022                                                                                          | Silent Hill (feat. Kodak Black)                      | 7           | 21          | —           | 14          | 80          | —           | —           | —           | | Mr. Morale & the Big Steppers         |
| 2022                                                                                          | Die Hard (feat. Blxst e Amanda Reifer)               | 5           | 5           | 50          | 5           | 32          | 6           | 23          | 7           | - AUS: Oro - UK: Argento | Mr. Morale & the Big Steppers         |
| 2023                                                                                          | The Hillbillies (con Baby Keem)                      | 93          | —           | —           | 80          | —           | —           | —           | —           | | /                                     |
| 2024                                                                                          | Like That (con Future e Metro Boomin)                | 1           | 8           | —           | 1           | 66          | 2           | 46          | 6           | - CAN: Platino - AUS: Oro - NZL: Oro | We Don't Trust You                    |
| 2024                                                                                          | Euphoria                                             | 3           | 8           | —           | 5           | —           | 5           | 26          | 11          | | /                                     |
| 2024                                                                                          | Meet the Grahams                                     | 12          | 42          | —           | 16          | —           | 22          | 92          | 28          | | /                                     |
| 2024                                                                                          | Not like Us                                          | 1           | 5           | 49          | 2           | 43          | 1           | 17          | 6           | - BEL: Oro - NZL: Platino - UK: Oro | /                                     |
| 2024                                                                                          | Squabble Up                                          | 1           | 9           | —           | 3           | 53          | 4           | 26          | 4           | | GNX                                   |
| 2024                                                                                          | Luther (con SZA)                                     | 1           | 7           | —           | 2           | 45          | 1           | 36          | 4           | | GNX                                   |
| "—" indica che il singolo non è entrato in classifica o non è stato pubblicato in quel paese. |                                                      |             |             |             |             |             |             |             |             | |                                       |

### Come artista ospite
- 2011 – College Girls (8 Ounz featuring Kendrick Lamar)
- 2011 – Hood Gone Love It (Jay Rock featuring Kendrick Lamar)
- 2012 – Star Life (Lyn Charles featuring Kendrick Lamar)
- 2012 – B-Boyz (Birdman featuring Mack Maine, Kendrick Lamar, Ace Hood e DJ Khaled)
- 2012 – Push Thru (Talib Kweli featuring Kendrick Lamar e Curren$y)
- 2012 – Fuckin' Problems (ASAP Rocky featuring Drake, 2 Chainz e Kendrick Lamar)
- 2012 – Let Us Move On (Dido featuring Kendrick Lamar)
- 2013 – Live in My Bed (Frank Anthony featuring Kendrick Lamar)
- 2013 – YOLO (The Lonely Island featuring Adam Levine e Kendrick Lamar)
- 2013 – How Many Drinks? (Miguel featuring Kendrick Lamar)
- 2013 – We Up (50 Cent featuring Kendrick Lamar)
- 2013 – Memories Back Then (T.I. featuring B.o.B, Kendrick Lamar e Kris Stephens)
- 2013 – Looks Good with Trouble (Solange featuring Kendrick Lamar)
- 2013 – Street Dreamin (Bridget Kelly featuring Kendrick Lamar)
- 2013 – Compton's Finest (H.O.P.E. Wright featuring Kendrick Lamar)
- 2013 – Collard Greens (Schoolboy Q featuring Kendrick Lamar)
- 2013 – Fragile (Tech N9ne featuring Kendrick Lamar, ¡Mayday! e Kendall Morgan)
- 2013 – Forbidden Fruit (J. Cole featuring Kendrick Lamar)
- 2013 – Give It 2 U (Robin Thicke featuring Kendrick Lamar)
- 2013 – Jealous (Fredo Santana featuring Kendrick Lamar)
- 2014 – Radioactive (Imagine Dragons featuring Kendrick Lamar)
- 2014 – Nosetalgia (Pusha T featuring Kendrick Lamar)
- 2014 – Buy the World (Mike Will Made It featuring Future, Lil Wayne e Kendrick Lamar)
- 2014 – That's Me Right There (Jasmine V featuring Kendrick Lamar)
- 2014 – Never Catch Me (Flying Lotus featuring Kendrick Lamar)
- 2014 – Pay for It (Jay Rock featuring Kendrick Lamar)
- 2014 – Backwards (Tame Impala featuring Kendrick Lamar)
- 2014 – Really Be (Smokin N Drinkin) (YG featuring Kendrick Lamar)
- 2014 – It's On Again (Alicia Keys featuring Kendrick Lamar)
- 2014 – Babylon (SZA featuring Kendrick Lamar)
- 2014 – Buy the World (Mike Will Made It featuring Lil Wayne, Future e Kendrick Lamar)
- 2014 – Kendrick Lamar's Interlude (Ab-Soul featuring Kendrick Lamar)
- 2014 – That's Me Right There (Jasmine V featuring Kendrick Lamar)
- 2014 – Never Catch Me (Flying Lotus featuring Kendrick Lamar)
- 2014 – Holy Ghost (Remix) (Jeezy featuring Kendrick Lamar)
- 2014 – Autumn Leaves (Chris Brown featuring Kendrick Lamar)
- 2015 – Heaven Help Dem (Jonathan Emile featuring Kendrick Lamar)
- 2015 – Thugin' (Glasses Malone featuring Kendrick Lamar)
- 2015 – I'm Ya Dogg (Snoop Dogg featuring Kendrick Lamar & Rick Ross)
- 2015 – Bad Blood (Taylor Swift featuring Kendrick Lamar)
- 2015 – Classic Man (Remix) (Jidenna featuring Kendrick Lamar)
- 2015 – Money Over Love (Bilal featuring Kendrick Lamar)
- 2015 – Genocide (Dr. Dre featuring Kendrick Lamar, Marsha Ambrosius & Candice Pillay)
- 2015 – Darkside/Gone (Dr. Dre featuring King Mez, Marsha Ambrosius & Kendrick Lamar)
- 2015 – Deep Water (Dr. Dre featuring Kendrick Lamar, Justus & Anderson Paak)
- 2015 – Vice City (Jay Rock featuring Kendrick Lamar, ScHoolboy Q & Ab-Soul)
- 2015 – Easy Back (Jay Rock featuring Kendrick Lamar)
- 2015 – Ain't That Funkin' Kinda Hard On You? (Louie Vega Remix) (Funkadelic featuring Kendrick Lamar)
- 2015 – On Me (The Game featuring Kendrick Lamar)
- 2015 – LA (Ty Dolla $ign featuring Kendrick Lamar, Brandy & James Fauntleroy)
- 2016 – No More Parties in L.A. (Kanye West featuring Kendrick Lamar)
- 2016 – The New Cupid (BJ The Chicago Kid featuring Kendrick Lamar)
- 2016 – Ain't That Funkin' Kinda Hard on You? (Remix) (Funkadelic featuring Kendrick Lamar e Ice Cube)
- 2016 – Survive (Mistah F.A.B featuring Kendrick Lamar, KXNG Crooked & Kobe Honeycutt)
- 2016 – Freedom (Beyoncé featuring Kendrick Lamar)
- 2016 – Holy Key (DJ Khaled featuring Kendrick Lamar, Big Sean & Betty Wright)
- 2016 – That Part (Remix) (Schoolboy Q featuring Jay Rock, Kendrick Lamar & Ab-Soul)
- 2016 – Wat's Wrong (Isaiah Rashad featuring Zacari & Kendrick Lamar)
- 2016 – Goosebumps (Travis Scott featuring Kendrick Lamar)
- 2016 – God Is Fair, Sexy Nasty (Mac Miller featring Kendrick Lamar)
- 2016 – The Greatest (Sia featuring Kendrick Lamar)
- 2016 – Don't Wanna Know (Maroon 5 featuring Kendrick Lamar)
- 2016 – Really Doe (Danny Brown featuring Kendrick Lamar, Ab-Soul & Earl Sweatshirt)
- 2016 – American Skin (41 Shots) (Mary J. Blige featuring Kendrick Lamar)
- 2016 – Conrad Tokyo (A Tribe Called Quest featuring Kendrick Lamar)
- 2017 – Walk on By (Thundercat featuring Kendrick Lamar)
- 2017 – Perfect Pint (Mike Will Made-It featuring Kendrick Lamar, Gucci Mane & Rae Sremmurd)
- 2017 – Mask Off (Remix) (Future featuring Kendrick Lamar)
- 2017 – Doves in the Wind (SZA featuring Kendrick Lamar)
- 2017 – Yeah Right (Vince Staples featuring Kendrick Lamar & Kučka)
- 2017 – Cold Summer (DJ Kay Fly featuring Kendrick Lamar, Mac Miller, Kevin Gates & Rell)
- 2017 – Power (Rapsody featuring Kendrick Lamar & Lance Skiiiwalker)
- 2017 – New Freezer (Rich the Kid featuring Kendrick Lamar)
- 2017 – Get Out of Your Own Way (U2 featuring Kendrick Lamar)
- 2017 – Cities - Interlude (D J.Y.A featuring Kendrick Lamar)
- 2017 – The City (YG Hootie featuring Kendrick Lamar)
- 2017 – American Dream (Jeezy featuring J. Cole e Kendrick Lamar)
- 2017 – Don't Don't Do It! (N.E.R.D featuring Kendrick Lamar)
- 2017 – Kites (N.E.R.D featuring Kendrick Lamar & M.I.A.)
- 2018 – Hustla's Story (Cozz featuring Kendrick Lamar)
- 2018 – Dedication (Nipsey Hussle featuring Kendrick Lamar)
- 2018 – Wow (Jay Rock featuring Kendrick Lamar)
- 2018 – Mona Lisa (Lil Wayne featuring Kendrick Lamar)
- 2018 – Tints (Anderson Paak featuring Kendrick Lamar)
- 2018 – Something Dirty/Pic Got Us (Swizz Beatz featuring Kendrick Lamar, Jadakiss & Styles P)
- 2018 – The Mantra (Pharell & Kendrick Lamar)
- 2019 – Momma I Hit a Lick (2 Chainz featuring Kendrick Lamar)
- 2019 – The Nile (Beyoncé featuring Kendrick Lamar)
- 2019 – Hair Down (Sir featuring Kendrick Lamar)
- 2019 – Rearview (Raphael Saadiq featuring Kendrick Lamar)

## Altre canzoni
- 2012 – Money Trees (featuring Jay Rock)
- 2012 – M.A.A.d City (featuring MC Eiht)
- 2013 – 1Train (ASAP Rocky featuring Kendrick Lamar, Joey Badass, Yelawolf, Danny Brown, Action Bronson e Big K.R.I.T.)
- 2016 – Sidewalks (The Weeknd featuring Kendrick Lamar)
- 2017 – Blood
- 2017 – Yah
- 2017 – DNA
- 2017 – Element
- 2017 – Feel
- 2017 – Pride
- 2017 – Lust
- 2017 – XXX (featuring U2)
- 2017 – Fear
- 2017 – God
- 2017 – Duckworth
- 2022 – The Heart Part 5